# Collin Walcott
Collin Walcott, född 24 februari 1945, död 8 november 1984, var en amerikansk musiker. Han var en av Ravi Shankars elever och bidrog till att expandera sitarens roll inom västerländsk musik. Walcott studerade musik vid Indiana University i Bloomington, Indiana, och The University of California i Los Angeles. Han är kanske mest ihågkommen för sitt tabla- och sitar-spelande. Walcott spelade även många andra instrument, inklusive trap drums, klarinett, violin, gitarr, piano, percussion, marimba och en kalimba som han tillverkat själv. Han var en medlem i Paul Winter Consort och grupperna Oregon (med Ralph Towner, Paul McCandless och Glen Moore) och Codona (med Don Cherry och Nana Vasconcelos).
Walcott avled 1984 i en bilolycka i Östtyskland under en konsertturné med Oregon.